# Vanessa Tellenmark
Vanessa Tellenmark, född 12 maj 1992 i Lund, är en svensk tidigare handbollsspelare (vänsternia).

## Karriär

### Klubblagsspel
Vanessa Tellenmark började spela handboll när hon var fem år. Från och med flickor A var hon en tongivande spelare i KFUM Lundagårds flicklag som vann Lundaspelen fyra av de fem år man spelade turneringen. 2008 blev Tellenmark utsedd till "mest värdefulla spelare" vid Sverigecupen i Katrineholm då hon var med och vann med Skånes distriktslag.
Tellenmark var tillsammans med Ebba Engdahl de tongivande spelarna när H43/Lundagård tog sig till elitserien på två år 2008–2010. Med 133 mål kom hon tvåa i skytteligan under sitt debutår i Elitserien 2010/2011. 2012 blev hon utsedd till Årets komet i elitserien för damer.
Efter att H43/Lundagård beslutat att dra sig ur elitserien 2013 värvades Tellenmark till den norska elitklubben Oppsal IF. Hon spelade där i en säsong.
Inför säsongen 2014-2015 värvades Tellenmark till Lugi HF, men bara några månader in på säsongen tog hon "timeout på obestämd tid" från handbollen. 2016 stod det klart att hon definitivt har slutat med handboll.

### Landslagsspel
År 2009 debuterade Tellenmark i Sveriges U18-landslag. Året därpå var hon med om att vinna guld vid U18-VM i Dominikanska republiken. År 2012 var hon en av de tongivande spelarna i laget som tog guld vid U20-VM i Tjeckien. Hon är alltså dubbel guldmedaljör i U-VM.